# Emmanuel Mas
Emmanuel David Mas (San Juan, Argentina, 15 de enero de 1989) es un futbolista argentino que se desempeña como lateral izquierdo y su equipo actual es el Juventud Las Piedras de la Primera División de Uruguay.

## Trayectoria

### San Martín de San Juan
Mas se formó como futbolista desde niño en el club San Martín, decano de la provincia donde nació, San Juan. Debutó en Primera División a los 19 años, como titular desde el primer minuto en la ciudad de Rosario, provincia de Santa Fe, contra el local Newell's Old Boys, el domingo 21 de junio de 2008, por la última fecha del Torneo Clausura. En esa temporada, el club sanjuanino perdería la categoría.
Pronto se afianzó en la Primera de San Martín y fue ídolo de los hinchas sanjuaninos. Pese a su juventud, llegó a ser el único jugador nacido en San Juan que integraba San Martín como titular. En su primera temporada había disputado un total de 9 partidos y en la segunda solo 4. Pero para la temporada 2010/2011 sería importante para el retorno de San Martín a la máxima categoría del fútbol argentino, a través de la promoción frente a Gimnasia (LP), disputando 22 partidos en la temporada, incluidos los de la promoción.
En 2011, jugó todos los partidos del Torneo Apertura desde el principio hasta el final, sin ser nunca reemplazado. Incluso en ese campeonato, Mas hizo su primer gol dentro de la categoría máxima. Fue el viernes 26 de agosto de 2011, por la cuarta fecha, contra Estudiantes en la ciudad de La Plata, provincia de Buenos Aires. En esa temporada disputó 32 partidos y convirtió ese único gol, además de salvarse de perder la categoría jugando la promoción frente a Rosario Central.
En la temporada 2012/2013, sería el jugador de mayor y mejor regularidad de San Martín, habiendo jugado 37 de los 38 partidos de la temporada además de haber marcado en dos ocasiones. Tan bueno fue el momento del sanjuanino que muchos equipos del fútbol argentino se peleaban por su pase.

### San Lorenzo de Almagro
El 9 de julio de 2013 se oficializaba su traspaso al Club Atlético San Lorenzo de Almagro después de su destacado labor en el conjunto sanjuanino. Debutó oficialmente con la camiseta de San Lorenzo el 4 de agosto de 2013 arrancando desde el inicio en la victoria por 2-1 frente a Olimpo de Bahía Blanca en el Nuevo Gasómetro. Su primer gol oficial con el equipo sería frente a Belgrano de Córdoba el 16 de noviembre de 2013 abriendo el marcador de lo que sería un 4-2 que encaminaría al equipo a la obtención del título.
El Torneo Inicial 2013 sería su primer torneo con San Lorenzo, resultando de este campeón con 33 puntos. Más disputó 8 de los 19 partidos del ya mencionado campeonato.
Llegaría el 2014 y el club se encontraría con un cambio inesperado de director técnico, Juan Antonio Pizzi dejaría su cargo y llegaría Edgardo Bauza. Con el nuevo técnico, Más conseguiría la titularidad que con el anterior técnico no tuvo. El Torneo Final 2014 no sería de lo más destacado ni en lo individual ni en lo grupal, ya que el equipo aspiraba a la otra competencia que disputaba, la Copa Libertadores de América. Siendo un recurrente titular en ambos torneos, destacaría su labor en la competencia internacional. Marcaría dos goles en las semifinales de ida de la copa frente al Club Bolívar en la goleada por 5-0 el 23 de julio de 2014. Así ayudó al equipo junto a Julio Buffarini, Ignacio Piatti, Sebastian Torrico, entre otros a la obtención de la primera Copa Libertadores del club. Así también se convirtió en el primer sanjuanino en conseguir la copa.
Después de otro mal campeonato del equipo, llegaría la oportunidad de jugar el Mundial de Clubes de la FIFA empezando desde las semifinales, las cuales enfrentaría al Auckland City de Nueva Zelanda, y tras un duro partido el club vencería por 2-1 y llegaría para enfrentar al Real Madrid de Cristiano Ronaldo en la final disputada el 20 de diciembre de 2014. El resultado de esta sería 2-0 a favor del club español y así el sanjuanino conseguiría el subcampeonato después de dejar una buena impresión del torneo recién terminado.
El 2015, sería el año en donde más destacada fue su labor en el conjunto de Boedo, tal así que recibiría el llamado para vestir la camiseta del seleccionado argentino. El 2 de mayo de 2015 jugando contra Vélez anotó el "mejor gol anulado de la historia" como lo describió el respetado y flamante técnico Guillermo Avigliano. Emmanuel recibió un pase al vacío de Mauro Matos y de primera definió de tres dedos clavando un hermoso zurdazo al ángulo, que el línea anuló por un fuera de juego inexistente ya que había un defensor en la misma línea que lo habilitaba.
52 fueron los partidos que disputó como titular de manera consecutiva sin salir ni siquiera en una ocasión desde el 19 de mayo de 2014 hasta el 9 de mayo de 2015.
El 20 de septiembre de 2015 le daría el triunfo por 2-1 frente a Racing Club, después de un duro partido y de un gran desempeño del sanjuanino.

### Trabzonspor
El 28 de diciembre de 2016 se confirma su traspaso al Trabzonspor de la Superliga de Turquía.En el club turco se convirtió en leyenda y muy querido, anotando 1 gol en 37 partidos. Dicha anotación fue de cabeza el 22 de enero del 2017 ante Kasimpasa.

### Boca Juniors
El 4 de enero de 2018 se confirma su llegada al club de la ribera. El 31 de enero de 2019 en un partido de la Superliga Argentina postergado, correspondiente a la fecha 12, anota el cuarto gol de su equipo frente a San Martín de San Juan. El domingo 17 de febrero vuelve a marcar un gol decisivo frente a Lanús de local para romper el marcador parcial 1-0, dicho partido terminó 2 a 1 a favor de Boca y lo pondría en carrera para el tricampeonato, peleando desde un poco más abajo que Racing y Defensa y Justicia. El 1 de octubre, Mas cometió un alevoso penal redondeando un muy bajo nivel en la derrota de Boca 2-0 ante River de visitante por la ida de las semifinales de Copa Libertadores 2019.

### Orlando City
El 14 de julio de 2021 desde las redes oficiales del club de Orlando se anuncia la incorporación del jugador al equipo, por el resto de la temporada y con opciones hasta 2022. Tras 11 partidos con la camiseta violeta, se fue de USA regresando a su país natal. 

### Estudiantes de La Plata
Tras rechazar una propuesta de Independiente de Avellaneda, en enero de 2022 es presentado de manera virtual como nuevo refuerzo de "El Pincha". Firmó contrato por un año en la institución platense. Permanece en Estudiantes hasta fines de agosto de 2023 donde rescindió contrato de común acuerdo y firma contato con Colón de Santa Fe por un año. Fueron 2 goles en 70 partidos con la camiseta de Estudiantes.

### Colón
El 31 de agosto de 2023, buscando la permanencia en la máxima división nacional, Colón se hace de su ficha hasta diciembre de 2024. Tras un efímero pase de tan solo 11 partidos con 0 tantos, sin lograr el objetivo original, 5 meses después deja el club.

### Independiente Rivadavia
Luego de su paso y posterior descenso en 2023 con el Club Atlético Colón, fichó por el club Independiente Rivadavia, oficializándose su llegada el 8 de enero de 2024. Jugando nada más que tres partidos con el club mendocino, el 25 de julio rescindió contrato para dar paso a su tercer ciclo en el fútbol extranjero.

### Juventud Las Piedras
Tras tres traspiés consecutivos en el fútbol argentino, con rendimientos cuestionados, el 25 de julio se hace oficial su arribada al fútbol uruguayo para jugar en El Juve. En un gran momento actual, su nuevo club se encuentra en la segunda posición del campeonato de segunda división de Uruguay a 4 puntos del líder a falta de 6 fechas para el final (los 2 primeros ascienden de manera directa).

## Selección nacional
El 24 de agosto de 2015 se confirma su citación a la selección nacional para realizar una gira por Estados Unidos debido al esguince en el ligamento lateral interno de la rodilla izquierda de Pablo Zabaleta, habitual lateral derecho de la selección Argentina.
Luego del tal convocatoria llegaría 4 de septiembre de 2015, siendo este el día en que el lateral debutaría en la selección Argentina, ya que jugaría como titular los 90 minutos ante la Bolivia, en Houston, festejando un 7-0 inolvidable en tierras norteamericanas. El rendimiento en su primer partido según los periodista, fue bueno.
El 21 de septiembre de 2015, es nuevamente convocado por Gerardo Martino para disputar los partidos frente a Ecuador y a Paraguay por las eliminatorias mundialistas 2018, siendo irregular en los partidos que disputó,  el "Tata"  lo defendió argumentando que está en consideración para Rusia 2018 y un eventual reemplazo de Marcos Rojo.

## Forma de juego
Mas se desempeña como un defensor lateral con mayor énfasis en lo ofensivo que en la contención, disponiendo de una rapidez y resistencia importante en la larga carrera, que le permite generar chances de gol a su equipo. Su juego se caracteriza por pasar constantemente al ataque y replegarse sin problemas, aunque en su pasado con la camiseta de San Martín de San Juan se desempeñaba como un volante por izquierda.

## Estadísticas
- Actualizado hasta el último partido

| Club                              | Div.                | Temporada           | Liga  | Liga  | Liga   | Copas nacionales | Copas nacionales | Copas nacionales | Torneos internacionales | Torneos internacionales | Torneos internacionales | Total | Total | Total  |
| Club                              | Div.                | Temporada           | Part. | Goles | Asist. | Part.            | Goles            | Asist.           | Part.                   | Goles                   | Asist.                  | Part. | Goles | Asist. |
| --------------------------------- | ------------------- | ------------------- | ----- | ----- | ------ | ---------------- | ---------------- | ---------------- | ----------------------- | ----------------------- | ----------------------- | ----- | ----- | ------ |
| San Martín de San Juan Argentina  | 1.ª                 | 2008                | 1     | 0     | 0      | —                | —                | —                | —                       | —                       | —                       | 1     | 0     | 0      |
| San Martín de San Juan Argentina  | 2.ª                 | 2008-09             | 9     | 0     | 0      | —                | —                | —                | —                       | —                       | —                       | 9     | 0     | 0      |
| San Martín de San Juan Argentina  | 2.ª                 | 2009-10             | 4     | 0     | 0      | —                | —                | —                | —                       | —                       | —                       | 4     | 0     | 0      |
| San Martín de San Juan Argentina  | 2.ª                 | 2010-11             | 20    | 1     | 0      | 2                | 0                | 0                | —                       | —                       | —                       | 22    | 1     | 0      |
| San Martín de San Juan Argentina  | 1.ª                 | 2011-12             | 32    | 1     | 2      | 2                | 0                | 0                | —                       | —                       | —                       | 34    | 1     | 2      |
| San Martín de San Juan Argentina  | 1.ª                 | 2012-13             | 37    | 2     | 5      | 1                | 0                | 0                | —                       | —                       | —                       | 38    | 2     | 5      |
| San Martín de San Juan Argentina  | Total club          | Total club          | 103   | 4     | 7      | 5                | 0                | 0                | —                       | —                       | —                       | 108   | 4     | 7      |
| San Lorenzo Argentina             | 1.ª                 | 2013-14             | 20    | 2     | 2      | 3                | 0                | 1                | 15                      | 2                       | 0                       | 38    | 4     | 3      |
| San Lorenzo Argentina             | 1.ª                 | 2014                | 19    | 1     | 2      | 2                | 0                | 0                | 2                       | 0                       | 1                       | 23    | 1     | 3      |
| San Lorenzo Argentina             | 1.ª                 | 2015                | 29    | 1     | 4      | 3                | 1                | 0                | 8                       | 0                       | 0                       | 40    | 2     | 4      |
| San Lorenzo Argentina             | 1.ª                 | 2016                | 13    | 0     | 2      | 1                | 0                | 0                | 5                       | 0                       | 0                       | 19    | 0     | 2      |
| San Lorenzo Argentina             | 1.ª                 | 2016                | 13    | 1     | 1      | 3                | 0                | 0                | 8                       | 1                       | 0                       | 24    | 2     | 1      |
| San Lorenzo Argentina             | Total club          | Total club          | 94    | 5     | 11     | 12               | 1                | 1                | 38                      | 3                       | 1                       | 144   | 9     | 13     |
| Trabzonspor Turquía               | 1.ª                 | 2017                | 18    | 1     | 0      | 1                | 0                | 0                | —-                      | —-                      | —-                      | 19    | 1     | 0      |
| Trabzonspor Turquía               | 1.ª                 | 2017                | 14    | 0     | 1      | 4                | 0                | 0                | —-                      | —-                      | —-                      | 18    | 0     | 1      |
| Trabzonspor Turquía               | Total club          | Total club          | 32    | 1     | 1      | 5                | 0                | 0                | —                       | —                       | —                       | 37    | 1     | 1      |
| Boca Juniors Argentina            | 1.ª                 | 2018                | 6     | 1     | 0      | —                | —                | —                | 2                       | 0                       | 1                       | 8     | 1     | 1      |
| Boca Juniors Argentina            | 1.ª                 | 2018-19             | 19    | 2     | 1      | 9                | 1                | 1                | 8                       | 0                       | 1                       | 37    | 3     | 3      |
| Boca Juniors Argentina            | 1.ª                 | 2019-20             | 5     | 0     | 0      | 1                | 0                | 1                | 7                       | 0                       | 0                       | 13    | 0     | 1      |
| Boca Juniors Argentina            | 1.ª                 | 2020                | —     | —     | —      | 7                | 0                | 1                | 3                       | 0                       | 0                       | 10    | 0     | 1      |
| Boca Juniors Argentina            | 1.ª                 | 2021                | —     | —     | —      | 9                | 1                | 1                | 4                       | 0                       | 0                       | 13    | 1     | 1      |
| Boca Juniors Argentina            | Total club          | Total club          | 30    | 3     | 1      | 26               | 2                | 4                | 24                      | 0                       | 2                       | 79    | 5     | 6      |
| Orlando City Estados Unidos       | 1.ª                 | 2021                | 17    | 0     | 1      | —                | —                | —                | 1                       | 0                       | 0                       | 18    | 0     | 1      |
| Orlando City Estados Unidos       | Total club          | Total club          | 17    | 0     | 1      | —                | —                | —                | 1                       | 0                       | 0                       | 18    | 0     | 1      |
| Estudiantes de La Plata Argentina | 1.ª                 | 2022                | 26    | 1     | 3      | 13               | 0                | 1                | 12                      | 1                       | 2                       | 51    | 2     | 6      |
| Estudiantes de La Plata Argentina | 1.ª                 | 2023                | 15    | 0     | 0      | 2                | 0                | 0                | 2                       | 0                       | 0                       | 19    | 0     | 0      |
| Estudiantes de La Plata Argentina | Total club          | Total club          | 41    | 1     | 3      | 15               | 0                | 1                | 14                      | 1                       | 2                       | 70    | 2     | 6      |
| Colón Argentina                   | 1.ª                 | 2023                | —     | —     | —      | 11               | 0                | 0                | —                       | —                       | —                       | 11    | 0     | 0      |
| Colón Argentina                   | Total club          | Total club          | 0     | 0     | 0      | 11               | 0                | 0                | 0                       | 0                       | 0                       | 11    | 0     | 0      |
| Independiente Rivadavia Argentina | 1.ª                 | 2024                | 0     | 0     | 0      | 3                | 0                | 0                | —                       | —                       | —                       | 3     | 0     | 0      |
| Independiente Rivadavia Argentina | Total club          | Total club          | 0     | 0     | 0      | 3                | 0                | 0                | 0                       | 0                       | 0                       | 3     | 0     | 0      |
| Juventud Las Piedras · Uruguay    | 2.ª                 | 2024                | 3     | 0     | 0      | 0                | 0                | 0                | —                       | —                       | —                       | 3     | 0     | 0      |
| Juventud Las Piedras · Uruguay    | Total club          | Total club          | 3     | 0     | 0      | 0                | 0                | 0                | 0                       | 0                       | 0                       | 3     | 0     | 0      |
| Total en su carrera               | Total en su carrera | Total en su carrera | 320   | 14    | 24     | 77               | 3                | 6                | 76                      | 4                       | 5                       | 473   | 21    | 34     |

## Palmarés

### Campeonatos nacionales
| Título              | Equipo       | País      | Año     |
| ------------------- | ------------ | --------- | ------- |
| Primera División    | San Lorenzo  | Argentina | I-2013  |
| Supercopa Argentina | San Lorenzo  | Argentina | 2015    |
| Primera División    | Boca Juniors | Argentina | 2017-18 |
| Supercopa Argentina | Boca Juniors | Argentina | 2018    |
| Primera División    | Boca Juniors | Argentina | 2019-20 |
| Copa de la Liga     | Boca Juniors | Argentina | 2020    |

### Campeonatos internacionales
| Título                       | Equipo      | Sede         | Año  |
| ---------------------------- | ----------- | ------------ | ---- |
| Copa Libertadores de América | San Lorenzo | Buenos Aires | 2014 |

### Otros logros
| Logro                      | Equipo               | País    | Año  |
| -------------------------- | -------------------- | ------- | ---- |
| Ascenso a Primera División | Juventud Las Piedras | Uruguay | 2024 |

### Distinciones individuales
| Distinción                    | Año         |
| ----------------------------- | ----------- |
| Deportista sanjuanino del año | 2011 y 2013 |